# Дејан Ајдачић
Дејан Ајдачић (Београд, 22. јануар 1959) српски је филолог, фолклориста, етнолингвиста, теоретичар књижевности, преводилац и уредник.

## Биографија
Дејан Ајдачић рођен је у Београду 22. јануара 1959. године. Одрастао је у Београду, у породици физикохемичара Надежде и Владимира Ајдачића. Завршио је основну школу „Дринка Павловић“, Пету београдску гимназију и Средњу музичку школу „Станковић“ (виолину).
Дипломирао је на Филолошком факултету у Београду (Група за југословенске и општу књижевност) радом Боје у народној поезији.
Магистарску тезу Поимање љубави и лепоте у песништву дубровачке ренесансе одбранио је 1986. године. Докторску дисертацију Свет демона у књижевности српског романтизма одбранио је 2000.

### Рад у Београду
Радио је 1986. и 1987. године у Вуковој задужбини као први запослени након њеног оснивања, а од 1988. до 2002. у Одељењу за народну књижевност Универзитетске библиотеке у Београду — у Дому Војислава М. Јовановића. У кући легатора, писца и фолклористе је обрађивао библиотеку дародавца и његову заоставштину, организовао је разговоре и промоције о народној култури и скуп „Магијско и естетско у фолклору балканских Словена“ (1993) те разговоре српских аутора о биљкама, храни и свадби за годишњак „Кодови словенских култура“. Са Илијом Николићем је приредио књигу Војислава М. Јовановића Зборник радова о народној књижевности, а са Миланком Тодић и колегама открио његов рад као фотографа аматера.
Од 2002. до јесени 2003. године, као вршилац дужности управника Универзитетске библиотеке, уговорио је и отворио Аустријску библиотеку, покренуо низ изложби у циклусу „Ми и други“ (о везама Срба са Мађарима, Бугарима, Арапима, Немцима), циклусе „Великани београдског универзитета“, „Интернет и друштво“, иницирао разговоре о реконструкцији унутрашњих простора библиотеке и суделовао у реализацији ТЕМПУС пројекта.

### Рад у Кијеву
Од 2003. године живи у Кијеву, где ради на катедри словенске филологије Института филологије Кијевског националног универзитета „Тарас Шевченко“ као лектор из Србије. Као доцент (до 2013) и професор (од 2013) предаје српски језик и књижевност и низ славистичких предмета. Основао је, уређивао и уређује Украјинско српски зборник Украс (2006), учествовао је у изради библиографије украјинских превода и изучавања српског фолклора и књижевности (2005) и приредио антологију Новија српска драма (2006). Повезивањем српских аутора и институција са украјинским издавачима је допринео појави низа превода, студија и изложби. У Институту филологије у Кијеву је организовао два округла стола младих украјинских србиста у (2006. и 2009), скупове „Српски књижевник Драгослав Михаиловић” (24. априла 2008), „Словенска фантастика“ (11–12. маја 2012, 24. октобра 2014) и разговоре аутора годишњака Украс. Учествовао је у повезивању Харковског универзитета и Универзитета у Београду и припреми два скупа харковског Центра за бугаристичка и балканистичка истраживања.

### Рад у Лођу и Гдањску
Од децембра 2016. до децембра 2018. предавао је на Катедри словенске филологије Филолошког факултета Универзитета у Лођу. Као гост професор у том периоду је предавао и на славистици Гдањског универзитета. Конференцију младих пољских србиста организовао је 15. марта 2018. Радови са овог скупа су објављени у зборнику. Од 2019. године предаје на славистици Гдањског универзитета. Године 2021. био је суорганизатор конференције "О лему и после лема" у Гдањску, а 2022. године суорганизатор конференције "Балкан у култури Европе, од антике до данас".

### Конференције и пројекти
Учествовао је на бројним конференцијама и скуповима у Србији, Хрватској, Македонији, Бугарској, Белорусији, Украјини, Русији, Пољској, Словачкој, Словенији, Аустрији и Италији и на шест конгреса слависта (1993, 1998, 2003, 2008, 2013, 2018). Био је сарадник у пројектима Министарства науке Републике Србије „Упоредна истраживања српске књижевности (у европском контексту)“ (2006–2010, № 148018, руководилац Бојан Јовић) у Институту за књижевност и уметност у Београду и пројекту „Народна култура Срба између Истока и Запада“ (2011–2016, № 177022, руководилац Љубинко Раденковић) у Балканолошком институту САНУ. Учествовао је у међународном пројекту „Вредности Словена и њихових суседа“ EUROJOS (2009–2015) којим је руководио Јежи Бартмињски.

### Радови
Дејан Ајдачић је написао са Иваном Срдановићем кратке приче, објављене у Београду 1988. године, а песму „Зачетница човека“ објавио је у часопису „Знак“ Филолошког факултета 1983. године. Први фолклористички рад објавио је 1983. године, а интензивније почиње да објављује од 1990. године. Објавио је стотинак радова о фолклору балканских Словена, српској и словенским књижевностима (на српском, енглеском, италијанском, бугарском, пољском, украјинском и руском језику). Објављивао је преводе са руског, украјинског, бугарског и италијанског језика. До 2023. године објавио је 322 прилога — студија, приказа и библиографија. Неки текстови су објављивани у неколико издања и на више језика. Теме ауторских радова уклапају се у зборнике и годишњаке које уређује, око трећина радова представља излагања представљена на научним скуповима.

### Уредник и издавач
Као студент, Дејан Ајдачић је био члан редакције часописа Знак 1983, а потом листа Књижевна реч 1995. године. Оснивач је и главни уредник часописа Кодови словенских култура (од 1996) који објављује прилоге из фолклористике и етнолингвистике, и украјинско-српског зборника Украс (од 2006). Био је уредник листа Књижевна реч (1995). Оснивач је и уредник Украјинско–српског зборника Украс (од 2006. — 8 свезака) на украјинском језику. Од 1999. године управник је електронске библиотеке српске културе и културне мреже Пројекат Растко (сада на адреси www.rastko.rs) коју је основао драматург Зоран Стефановић, оснивач сајта Словенска капија. Приређивач је двадесетак тематских славистичких зборника (о еротици, антиутопијама, чудима, старозаветним легендама, фантастици, телу, Тесли, Венецији, Кијеву, вредностима у језику и др.) објављиваних у Београду, Кракову, Кијеву. Састављач је антологије савремене српске драме на украјинском Новітня сербська драматургія (2006) и зборника радова Војислава М. Јовановића (1997, 2001), Новака Килибарде (три књиге 1998, 2011), Миколе Рјабчука (2003), Дарка Сувина (2009), Пера Јакобсена (2010) и Јежија Бартмињског (2011). Члан је уредничких савета, редакција или рецензент неколико часописа у Бугарској, Пољској и Србији. Члан је Комисије за етнолингвистику при Међународном комитету слависта. Члан је комисије за фолклористики МКС, а од 2018. године и председник комисије.

### Ауторске књиге
- Изабрана дела, коауторски са Иваном Срдановићем, Београд, 1988.
- Новак Килибарда - научник, књижевник, Бар, 2000.
- Прилози проучавању фолклора балканских Словена, Београд, 2004.
- Короткий українсько-сербський словник сполучуваності слів. Навчальний словник, Київ, 2005,[коаутор: Юлія Білоног]
- Славистичка истраживања, Београд, 2007.
- Футурославија. Студије о словенској научној фантастици, Београд, 2008; 2009. (приредио: Зоран Стефановић)
- Футурославія. Літературознавчі огляди про футурофантастику, Київ, 2010.
- Славістичні дослідження: фольклористичні, літературознавчі, мовознавчі, Київ, 2010.
- Демони і боги у слов'янських літературах, Київ, 2011.
- Еротославија. Преображења Ероса у словенским књижевностима, Београд, 2013.
- Еротославія: Перетворення Ероса у слов’янських літературах, Київ, 2015.
- Поредбена српско-украјинска фразеологија / Дејан Ајдачић, Лидија Непоп-Ајдачић, Београд, 2015.
- Порівняльна сербсько-українська фразеологія: Навчальний посібник, Київ, 2015. (коаутор Лідія Непоп-Айдачич)
- Перунославија. О паганским боговима у непаганска времена, Београд, 2016.
- Радови Дејана Ајдачића: Анотирана библиографија / Дејан Ајдачић , Вера Петровић, Београд, 2016.
- Полонистички мозаик, Київ, 2016.
- СловоСлавија Етнолингвистика и поредбена фразеологија, Београд, 2017.
- Србистички мозаик: Књижевност, Београд, 2017.
- SlovoSlavia. Studia z etnolingwistyki słowiańskiej, Łódź, 2018.
- ErotoSlavia. O miłości i erotyce w literaturach słowiańskich, Łódź, 2019.
- Одблесци словенске фантастике, Београд, 2020.
- Serenissima словенска : Венеција у књижевности, Београд, 2021.
- Poljsko-srpske književne veze: prevodi i recepcija, Gdańsk, 2021.
- Rekcije 1000 srpskih i poljskih glagola: Łączliwość 1000 serbskich i polskich czasowników / Dejan Ajdačić, Ewelina Chacia, Gdańsk, 2021.

### Приређени зборници
- The Magical and Aesthetic in the Folklore of Balkan Slavs (1994)
- Фотографије Војислава М. Јовановића (1997, са Миланком Тодић)
- Килибарда, Новак. Епска мјера историје (1998)
- Килибарда, Новак. Усмена књижевност пред читаоцем (1998)
- Килибарда, Новак. Усмена књижевност у служби писане (1998)
- Антиутопије у словенским књижевностима (1999)
- Еротско у фолклору Словена (2000)
- Чудо у словенским културама (2000)
- Јовановић, Војислав М. Зборник радова о народној књижевности (2001, са Илијом Николићем)
- Рјабчук, Микола. Од Малорусије до Украјине (2003)
- Новітня сербська драматургія (2006)
- Apokryfy i legendy starotestamentowe Słowian południowych (2006, са Георгијем Минчевим и Малгожатом Сковронек)
- Словенска научна фантастика (2007, са Бојаном Јовићем).
- Suvin, Darko (2009). Naučna fantastika, spoznaja, sloboda.
- О делу Драгослава Михаиловића (2009, са Зораном Момчиловићем)
- Jakobsen, Per. Južnoslovenske teme (2010, sa Persidom Lazarević Di Đakomo)
- U čast Pera Jakobsena: Zbornik radova (2010, sa Persidom Lazarević Di Đakomo)
- Venecija i slovenske književnosti : zbornik radova (2011, sa Persidom Lazarević Di Đakomo)
- Бартмињски, Јежи. Језик, слика, свет : етнолингвистичке студије (2011)
- Тело у словенској футурофантастици (2011)
- Українсько-сербський збірник: історія, культура, мистецтво. Украс, Київ, 6/2011.
- Слов’янська фантастика. Збірник наукових праць / Наук. редактор Д. Айдачич, Київ, 2012.
- Ciało w futurofantastyce słowiańskiej / Pod red. Dejana Ajdačicia i Wacława Waleckiego, Kraków, 2013. (Biblioteka Tradycji ; nr 123)
- Київ і слов’янські літератури : збірник упорядник Деян Айдачич, Київ; Београд, 2013.
- Тесла као лик у уметности, Београд, 2014. (Албатрос библиотека ; књ. 169)
- О вредностима у српском језику: зборник етнолингвистичких радова, Београд. 2015.(Библиотека Тематски зборници ; књ. 1)
- Слов’янська фантастика. Збірник наукових праць. Том 2, Київ, 2015.
- Српска књижевност у украјинском ЛитАкценту, Београд. 2015. (Библиотека Тематски зборници ; књ. 2)
- Сербська література ХХ ст. Хрестоматія / Вибір та опрацювання Деяна Айдачича, Алли Татаренко, Київ, 2016.
- Українсько-сербський збірник: історія, культура, мистецтво. Украс, Київ, Tempora, 7, 2012 (2016).
- Українсько-сербський збірник: історія, культура, мистецтво. Украс, Київ, Tempora, 8, 2013 (2016).
- Про слов’янську фантастику на порталі ЛітАкцент, Київ, 2016.
- Сербська драма в нацоналному та европескому історико-лтературному контексті / Укладачі Айдачич Д, Білик В., Київ, 2016.
- Јуда искариотски у словенским културама, Београд, 2016.
- Срби и српско: зборник радова, Београд, 2016.
- Збірник молодих сербістів = Зборник младих србиста / Редактор Деян Айдачич ; Мовна редакція Леся Стеблина. Том 1, Київ, 2016.
- Збірник молодих сербістів = Зборник младих србиста / Редактор Деян Айдачич. Том 2, Київ, 2017.
- Српска књижевност у украјинском ЛитАкценту 2. прош. издање, Київ; Београд, 2017.
- Leksykon aksjologiczny Słowian i ich sąsiadów pod redakcją Jerzego Bartmińskiego. 5 HONOR / Red. Petar Sotirov, Dejan Ajdačić, Lublin, 2017.
- Савремена словенска фантастика и популарна култура // Књижевна историја 2016, бр. 160, 2016, с. 97–162, бр. 161, 2017, с. 73–102.
- Prace Młodych Polskich Serbistów - Radovi mladih poljskih srbista, Beograd, 2018.
- О вредностима у српском језику. Зборник етнолингвистичких радова 2, Београд, 2019.
- О српској књижевној фантастици, Београд, 2019.
- Словенски фолклор и митологија у књижевној фантастици. Зборник радова, Београд, 2019.
- Recepcja i tłumaczenia słowiańskiej fantastyki literackiej : fantazmaty autorskie i idee epoki = Рецепција и тумачења словенске књижевне фантастике : ауторске фантазме и идеје епохе / Уредили Дејан Ајдачић, Душан-Владислав Пажђерски, Београд, 2019.
- Савремена српска фолклористика. 8, Словенски фолклор и књижевна фантастика : зборник радовa / Уред. Дејан Ајдачић, Бошко Сувајџић, Београд, Лозницa, 2020.
- Трен српске фантастике: 15 разговора, Београд, 2021.
- Словенска научна фантастика код Срба: зборник радова, Београд, 2021.
- О новим речима 1, Београд, 2021.
- Англицизми и неологизми у језицима Јужних Словена / приредили Дејан Ајдачић, Ивана Лазић Коњик, Београд, 2022.
- Сливенице у словенским језицима: зборник радова / приредили Рајна Драгићевић, Дејан Ајдачић, Београд, 2023.
- Реч године у словенским језицима / Приредили Дејан Ајдачић, Ивана Лазић Коњик, Београд, 2023.
- Словенске бајке код Срба : зборник радова / Уредили Дејан Ајдачић, Љиљана Пешикан-Љуштановић, Београд, 2023.
- Савремена српска фолклористика 12. Тематски зборник радова / Уред. Данијела Петковић, Дејан Ајдачић, Београд, 2023.